# Vassilis Krommidas
Vassilis Krommidas (em grego, Βασίλης Κρομμύδας: Salonica, 4 de julho de 1970) é um triatleta e treinador grego.
Vassilis Krommidas representou seu país nos Jogos Olímpicos de 2000 e 2004, não medalhando.